# إيلا حبيبة شوحط
إيلا حبيبة شوحط (بالعبرية: אלה שוחט) هي أستاذة الدراسات الثقافية في جامعة نيويورك، درست وحاضرت وكتبت كثيرا عن القضايا والمواضيع الأوروبية وقضايا الاستشراق في العديد من الجامعات، بالإضافة إلى الكثير من الدراسات الثقافية حول حقبة ما بعد الاستعمار.
ولدت «إيلا حبيبة شوحات» عام 1959 لعائلة عائلة عراقية بغدادية، اكملت دراستها الجامعية في جامعة بار إيلان في إسرائيل، وحصلت على الماجستير من جامعة نيويورك والدكتوراه عام 1986 من نفس الجامعة.
تعرف نفسها بأنها «عربية يهودية». وتعتقد شوحط أن الصهيونية خلقت القمع المزدوج نحو الفلسطينيين واليهود العرب/المزراحيون، حيث قمعت المجموعتان من المجموعة المهيمنة على الصهيونية وهي الاشكناز، من خلال القضاء على الثقافة الشرقية اليهودية.
فازت شوحط بالعديد من الجوائز، وشغلت أيضاً رئيسة تحرير العديد من المجلات، وترجمت كتاباتها إلى عدة لغات، منها: العربية والعبرية والتركية والفرنسية والإسبانية والبرتغالية والألمانية والبولندية والإيطالية.
حصلت على زمالات دراسية من مؤسسة روكفيلر وجمعية العلوم الإنسانية في جامعة كورنيل. حصلت مؤخرا على منحة فولبرايت لتصبح محاضراً في جامعة ساوباولو في البرازيل، حول دراستها في التقاطعات الثقافية بين الشرق الأوسط وأمريكا اللاتينية.

## وصلات خارجية
- إيلا حبيبة شوحط على موقع IMDb (الإنجليزية)
- إيلا حبيبة شوحط على موقع أول موفي (الإنجليزية)
- إيلا حبيبة شوحط على موقع كينوبويسك (الروسية)

- مجلة الدراسات الفلسطينية، مجلد 9، عدد 36 (خريف 1998)، صفحة 105 / اليهود الشرقيون في إسرائيل: الصهيونية من وجهة نظر ضحاياها اليهود، إيلا حبيبة شوحط
- جريدة الايام / تاريخي الممزق: يـوم لـم تـكـن اليهـوديـة ضـداً للعروبة، بقلم إيلا حبيبة شوحط